# Selaginella tenella
Selaginella tenella là một loài dương xỉ trong họ Selaginellaceae. Loài này được P. Beauv. Spring mô tả khoa học đầu tiên năm 1843.